# クヴェヴリ

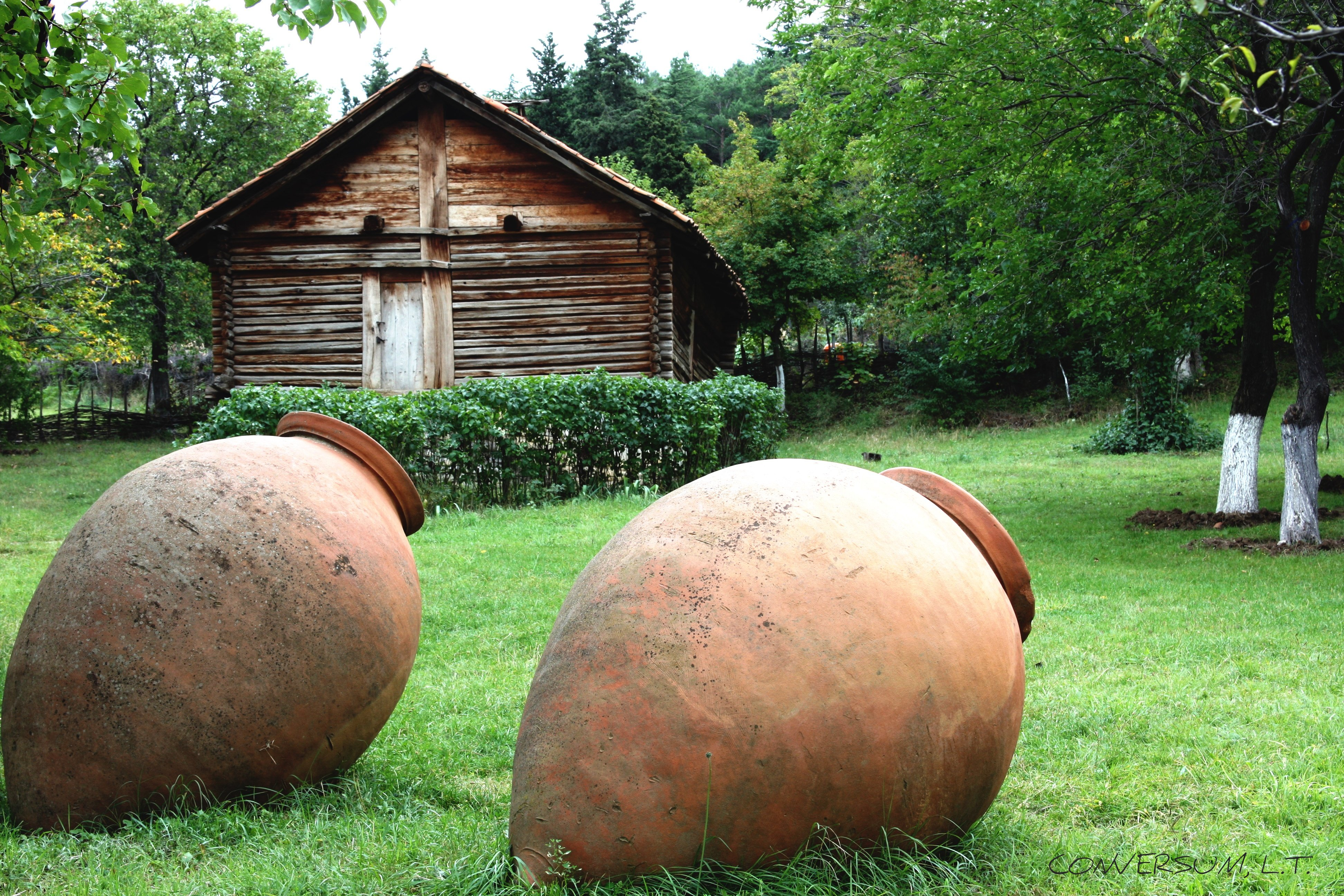
地面に置かれたクヴェヴリ

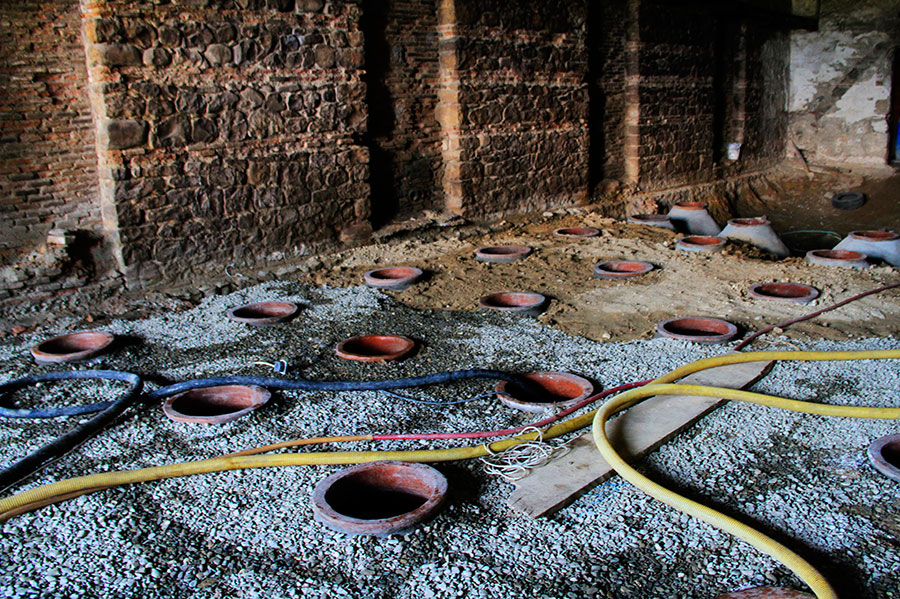
マラニに埋めたクヴェヴリ

クヴェヴリ（ グルジア語: ქვევრი [kʰvɛvri]  ;ジョージア西部ではchuri （ჭური）としても知られる）は、伝統的なジョージアワインの発酵、貯蔵、熟成に使われる大きな土器である。取っ手のない大きな卵形のアンフォラに似ており、地下に埋められているか、大規模なワインセラーの床下に設置されている。クヴェヴリの大きさは様々で、容量は20リットルのものから約10,000リットルのものまであり、800リットルが代表的である。
ジョージア南部のクヴェモ・カルトリ地域（特にダングレウリ・ゴラ、ガダチリリ・ゴラとイミリ村）の考古学的発掘調査で、紀元前6千年にさかのぼるブドウの種とクヴェヴリの証拠が発見された。

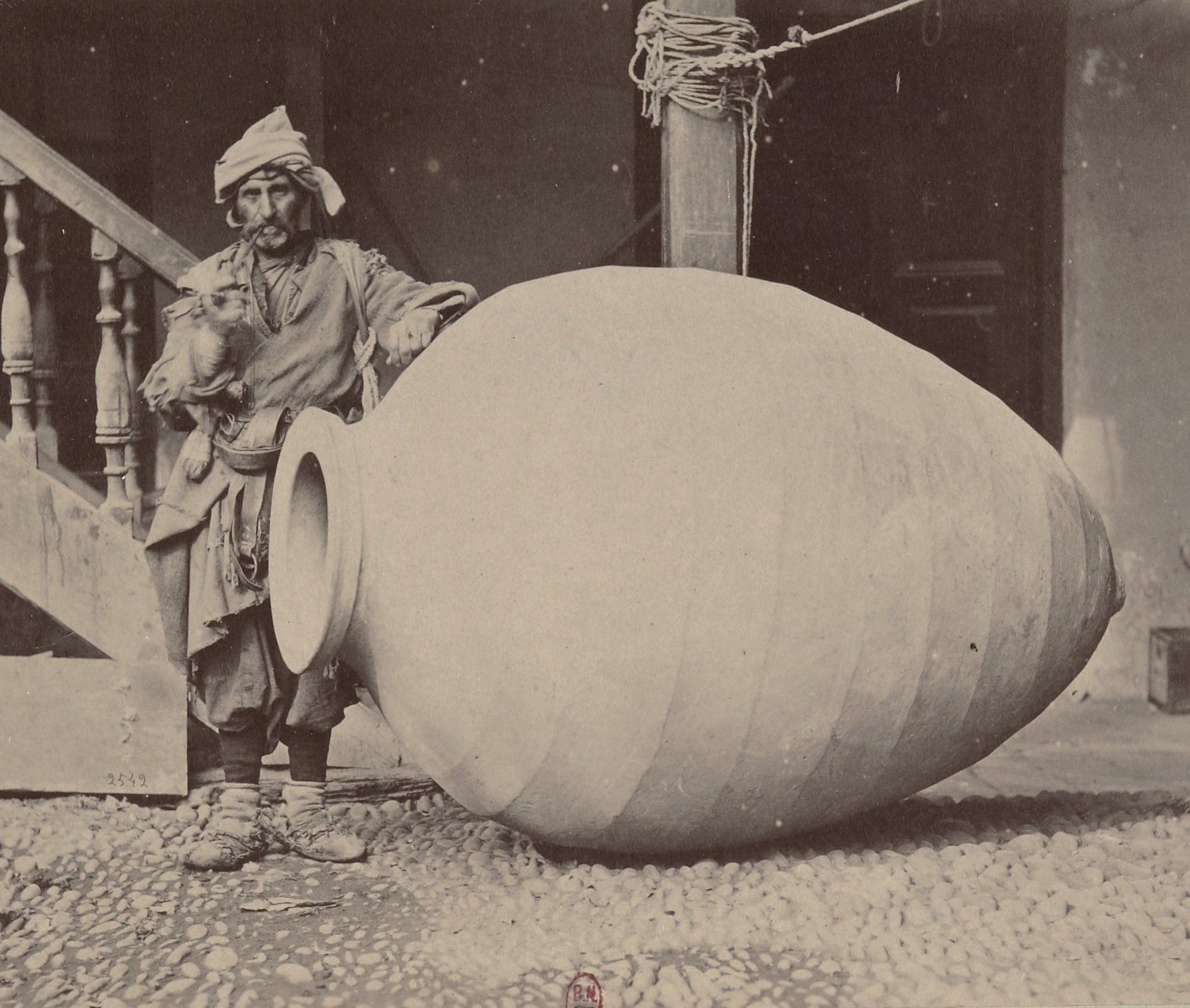
1881年のワインメーカーとクヴェヴリの写真

グリアのアツァナ村、イメレティのマカトゥバニ村、シュロシャ村、トゥクエムロヴァナ村、チュヒロウラ村や、カヘティのヴァルディスバニ村は伝統的なクヴェヴリ作りの地域である。職人の家系は、この古代の手仕事の知識を何世代にもわたって伝えてきた。クヴェヴリの製造に使用される粘土は、その特性がワインのミネラル分に影響を与えるため、慎重に選ばれなければならない。
クヴェヴリでのワイン造りは、ブドウを圧搾した後、果汁、ブドウの皮、茎、種をクヴェヴリに注ぎ、密閉する。その後、果汁は少なくとも5～6ヶ月間発酵させてワインにした後、別の容器に移して瓶詰めされる。残った搾りかす（種、皮、茎の残滓）は、ジョージア語でチャチャと呼ばれる。これを蒸留してブランデーにしたものもチャチャと呼ばれる。空になったクヴェヴリは洗浄され、石灰で殺菌され、蜜蝋でコーティングされ、再び充填する準備がされる。 
伝統的なジョージアのワインは、統一されたスタイルを表していない。一般的な特徴は、甕の口だけが地上に出るよう完全に地面に埋められたクヴェヴリで醸造が行われることである。伝統的なジョージアワインのうち、最も珍しく古風な白のカヘティアンワイン（オレンジワインやアンバーワインとしても知られる）は、土に埋めたクヴェヴリ内でブドウの皮、種子や茎とともに数ヶ月間醸される。「カヘティアン方式」はジョージアのワイン造りの中でも伝統の極端な流派であり、穏健派はいわゆる「イメレティアン方式」を採用している。カヘティアン方式とは、使用するチャチャ（ブドウの搾りかす）の量と質が異なる。イメレティアン方式では、チャチャの一部（約10分の1）のみを使用し、茎は一切使用しない。残りの生産工程は基本的には同じように進む。その結果、ヨーロッパの基準に近いワインが出来上がり、伝統的なカヘティアンのようなタンニンはないものの、この場合はクヴェヴリでの長期熟成によって明白にジョージアの烙印が押されることになる。カヘティアンスタイルとイメレティアンスタイルの中間は、茎入りのチャチャの3分の1をクヴェヴリに追加する、カルトゥリ県（ジョージア中央部）産の伝統的な白ワインである。 
ジョージアでクヴェヴリは主にワイン造りのために使用されてきたが、過去には、ブランデー、穀物、バター、チーズ、および他の生鮮食品の保存のために使用されていた。このような大きな陶製の貯蔵容器は多くの国々で作られているが、ジョージア、スペイン（ヴィーノ・デ・ティナハ 、 ヴィーノ・デ・ピタッラ）、ポルトガル（ヴィーニョ・デ・タルハ）でのみワイン造りに使用される。
クヴェヴリを使用しているワインメーカーは、ワインが自然界で安定しており、タンニンが豊富で、化学的な防腐剤を必要としないため、長寿命で優れた味わいを実現していると主張している。クヴェヴリのワインに含まれるタンニンはタンパク質の含有量を制限し、濁りを防ぐ。
ロシア市場におけるジョージアワインが衰退し減少しているため、ジョージアは、この古代からのワイン造りの製法を復活させ、世界中から熱狂的な関心を集めている。 ジョージアの様々な商業的ワイナリーがクヴェヴリワインを海外に輸出し、ヨーロッパやアメリカではクヴェヴリでワインを造り始めたワインメーカーも存在する。 
クヴェヴリと、クヴェヴリによるワイン製法は、2011年にジョージアの無形文化遺産に登録された。   2013年には、ユネスコがクヴェヴリでワインを醸造する伝統的なジョージアの製法を無形文化遺産のリストに追加した。 

## 「Kvevri」か「Qvevri」か？
ジョージア語には２つの「ｋ」の音がある： ქ（英語のような普通の「k」）とკ（放出音の「k」）。kvevri （グルジア語: ქვევრი）は通常の「k」で綴られるが、ジョージア語を標準的なキーボードで入力すると、この「k」に割り当てられたキーは実際には「q」キーであるため、ジョージア人は英語では必ず「q」で綴る。このやや誤解を招く綴りは、海外ではかなり一般的になり、多くの公式出版物（例：ユネスコ文書など）でも使用されている 